# Het lek in de eeuwigheid
Het lek in de eeuwigheid is een novelle van de Nederlandse schrijver Willem Frederik Hermans, geschreven in 1947 en voor het eerst gepubliceerd in diens verhalenbundel Moedwil en misverstand uit 1948. 
Louis en Didine zijn al tien jaar ongelukkig getrouwd en wonen op de bovenste verdieping van een hoog kantoorgebouw. Als Didine een brief van Louis aan Eliane onderschept, besluit ze bij hem weg te gaan. De surrealistische inslag van het verhaal vertoont verwantschap met het werk van Kafka.
De novelle speelt zich af in een Franstalige stad; de hoofdpersonen zijn dan ook Franstalig. Essayist Paul Rodenko herkent Brussel in de locatie. Studie heeft uitgewezen dat het een hecht gecomponeerd verhaal betreft, waarin motieven als licht en donker, vochtverlies en draaikolken een thematiek die beheerst wordt door een Schopenhaueriaanse levensopvatting, gestalte geven.
In 1969 verscheen het verhaal als zelfstandig pocketboekje en in hetzelfde jaar werd een Duitse vertaling gepubliceerd.

## Ontstaansgeschiedenis
Eind juli 1947 stuurde Hermans het verhaal, dat toen nog De lichtautomaat heette, naar Paul Rodenko voor plaatsing in het tijdschrift Podium, waar Rodenko redacteur van was. Rodenko vond het effect van de lichtautomaat een goede vondst, maar meende dat de titel dat effect te veel benadrukte. Ook vermoedde hij dat het verhaal in Brussel speelde, maar dan vond hij het onwaarschijnlijk dat een telefoon vijf minuten kon overgaan, want de verbinding zou dan al eerder verbroken zijn. Hermans schreef terug dat hijzelf al een andere titel had bedacht.

## Inhoud
Louis en Didine zijn al tien jaar getrouwd. Ze bewonen de hoogste verdieping van het hoogste gebouw in de omgeving, de enige verdieping die niet uit kantoren bestaat. Op de zijkant staat in licht geschreven: "Tout le monde s'endort sur le matelas BéKa" (Iedereen valt in slaap op het matras van BéKa).
Dina postte gisteren een brief aan haar vader. Doordat de lift buiten kantooruren niet werkt, moest zij daarvoor alle trappen af lopen en steeds op het lichtknopje drukken, doordat het licht in het trappenhuis na drie minuten automatisch weer uit gaat. Buiten loopt zij in de schaduw van het gebouw nog even in de 'ruggengraat' van licht die de lichten in het trappenhuis nog even projecteren op het plaveisel.
De brievenbus blijkt zo vlak voor de lichting helemaal vol, zodat Didine wat brieven eruit haalt om de hare erin te kunnen doen. Zo onderschept zij de brief die Louis zojuist gepost heeft. Hij blijkt geadresseerd aan Eliane te St. Joost ten Noode. Zij leest de brief en komt te weten: “Vanavond is hij dus voor het laatst bij mij geweest”. Omdat ze de brief niet meer in de enveloppe krijgt, blijft ze ermee lopen. Zij loopt langs een café tegenover een tramhalte, waar een in purperen smokings gekleed orkest in een halve cirkel rond een blonde harmonicaspeelster zit en beeldt zich in dat dit de vrouw is aan wie Louis schreef. Didine draait zich om en loopt terug, waarbij ze de brief van Louis weer dichtlikt en in de brievenbus gooit.
De volgende dag is Louis nog niet terug. Elk half uur belt Didine haar vader, zonder gehoor te krijgen. Ze besluit naar haar vader te gaan. Ze komt bij een laaggelegen kruispunt waar uit zeven richtingen auto's in verdwijnen, als in een draaikolk. In het midden 'brandde een luchtbel van zwaar gepantserd rood glas.' Didine raakt verdoofd en loopt bijna 'slaapwandelend' naar de overkant. Thuis gekomen is het al buiten kantoortijd en dus loopt zij de trappen op, waarbij ze af en toe op een portaal naar de lichtknop moet zoeken.
Louis, de man die zij al meer dan tien jaar haatte, zit brood te eten aan een gedeeltelijk, ook voor haar gedekte tafel. Didine concludeert dat het hem niet is gelukt bij Eliane in te trekken. Hij schenkt haar koffie in en gaat de sportkrant lezen. Didine gaat naar de wc op de gang en sluit die met de knip af, hoewel er niemand komt. Hier wordt zij duizelig en kan zich met moeite oprichten om het lichtknopje na drie minuten weer in te drukken. 'Haar benen begonnen ontzettend te zweten' en ze voelt het langs haar kuiten kruipen. Ze wordt draaierig en schreeuwt om Louis. Ze denkt dat die haar heeft vergiftigt omdat zij met hem trouwde zonder van hem te houden.
Het licht gaat aan maar Louis komt niet naar haar toe, hij gaat juist weg. Langzaam valt Didine op de vloer van de wc in slaap. Na middernacht komt Louis thuis en meteen naar de wc. Voor hij daar is gat het licht weer uit, maar hij besluit door te lopen en het op de wc wel weer aan te doen. Tot zijn verbazing blijkt de wc bezet. Hij roept "Dina!" maar krijgt geen reactie. Hij kijkt in de slaapkamer of ze daar is en, overwegend dat zij misschien in een vlaag van waanzin zonder jas naar buiten is gegaan, haalt hij een schroevendraaier om het slot van de wc te openen. De schroevendraaier is te dik voor de vier schroeven en Louis loopt heen en weer van de wc-deur naar de lichtschakelaar, die tikt 'als had hij een doodskloppertje in zijn slaap gestoord.' Hij blijft proberen 'zolang het lek in de eeuwigheid druppelen bleef.'
D ging de vorige avond telefoneren, waarvoor zij naar het souterrain moest, waar bij de toiletten van het café op de begane grond twee telefooncellen staan, allebei bezet. Zij heeft nog één frank, goed voor zes minuten dus ze moet het gesprek kort houden. Na meer dan vijf minuten wordt de telefoon pas opgenomen, zodat ze alleen nog "Papa!" en "c'est moi, Didine" kan zeggen.
Nadat zij klappen heeft gehad, schrijft D een brief aan haar 81-jarige vader met het verzoek hun ruzie bij te leggen en om te zeggen dat ze niet langer bij Louis kan blijven. Haar vader keurde haar huwelijk niet goed Zij plakt er extra postzegels op alsof dat de verzending kan bespoedigen.

### Personages
Didinedoor haar man Dina genoemd, vrouw van bijna vijftig, al meer dan tien jaar getrouwd met een man van wie ze niet houdt
Louisman van Didine, heeft relatie met Eliane
toiletjuffrouw

## Motieven

### Licht en donker
Volgens Baudoin Yans staat het licht in het verhaal symbool voor het leven en de duisternis voor de dood.  Dat in het begin van het verhaal de schaduw van Didine valt over de brief die zij schrijft, is een onheilspellend teken: een aankondiging van haar dood.

### Het tikken
Het licht wordt geregeld door een lichtautomaat. Deze laat bij inschakeling een tikgeluid horen, dat na drie minuten stopt wanneer de automaat vanzelf uitschakelt. Dit tikken is een metafoor voor het kloppen van het hart. Dit motief wordt nog benadrukt doordat de toiletjuffrouw aan het breien is op 'tikkende lichtstralen' en doordat het telefoontoestel in de telefooncel op een soortgelijke wijze werkt als de lichtautomaat: na inwerping van een frank heeft men 6 minuten beltijd.

### Vochtverlies
Het verlies van vocht is in het werk van Hermans een metafoor die het sterven aankondigt. Op het vochtverlies van Dinine wordt voortdurend gezinspeeld. Op straat ademt Dinine 'motregen in en uit' en in de telefooncel is haar frankstuk 'nat en glibberig' van haar handen. Op de wc, een ruimte die bij uitstek met vochtverlies te associëren is, beginnen de benen van Dinine te zweten en voelt zij de druppels langs haar kuiten kruipen.

### Dinine en de cafébezoekers
Yans signaleert een parallel tussen de bezoekers in het café en de situatie van Dinine in de wc: deze bezoekers zitten 'roerloos' in het licht, als laten zij zich bestralen tegen een 'geheimzinnige ziekte'. Ook Dinine beweegt niet en wat haar mankeert blijft onduidelijk.

## Thematiek

### Schopenhaueriaanse levensopvatting
Volgens Yans is het verhaal een uitbeelding van de levensopvatting van Arthur Schopenhauer, de filosoof van wie een uitspraak als motto voorin Moedwil en misverstand is afgedrukt. Schopenhauer beschreef het leven als 'ein Blitz die augenblicklich die Nacht erhellt'. Het verhaal borduurt in enkele passages voort op specifieke formuleringen van Schopenhauer: hij beschreef het leven als 'ein Meer voller Klippen und Strudel': in het verhaal heeft Dina het gevoel weg te zinken als in een 'draaikolk'. Hieraan verwant is zijn beschrijving van het leven als een onderneming die uiteindelijk 'Schiffbruch' lijdt; op de wc drukt Dina haar handen op haar maag 'of zij een stuurrad zocht'. Hermans' visie, aldus Yans, vertoont 'een opvallend parallelisme met Schopenhauers denken' en dat komt onder meer hierin tot uitdrukking dat 'Hermans' woordkeuze door Schopenhauer is geïnspireerd.'

## Titelverklaring
De drie minuten die de lichtautomaat het licht toestaat om te branden, is een lek in de eeuwigheid. Omdat licht een metafoor voor het leven is, verwijst de titel evenzeer naar het menselijk bestaan. In feite behelst de titel dus een parafrase van de levensopvatting van Schopenhauer. De natuurlijke staat van de mens is een eeuwige duisternis, waartegen het leven afsteekt als een irreële droom of een duizeling. Vlak voordat Didine sterft, neemt haar duizeligheid af.

## Publicatiegeschiedenis
Eind juli 1947 stuurde Hermans het verhaal ter plaatsing aan Podium, waarin het niet werd geplaatst; Rodenko lichtte toe dat de redactie een programmatische koers voorstond waarin weinig plaats was voor medewerkers van andere bladen. Eind augustus zond Hermans de novelle aan uitgever John Meulenhoff voor opname in zijn eerste verhalenbundel. Meulenhoff schreef op 4 september dat hij de toevoeging 'persoonlijk helaas geen aanwinst' voor de bundel kon vinden en had liever dat het verhaal niet werd opgenomen, behalve als Hermans erop stond, maar dan toch zeker niet als openingsverhaal van zijn bundel. Ook in het licht van de chronologie van de ontstaansvolgorde leek het de uitgever beter als het verhaal ergens achterin zou komen.
In 1969 verscheen het verhaal als boekje in de reeks Motion-Mini-Pocket van uitgeverij 'Motion' in een oplage van elfduizend exemplaren. Hetzelfde jaar verscheen een Duitse vertaling onder de titel 'Das Leck in der Ewigkeit' in de bundel Niederländer Erzählen (Frankfurt am Main), 37-45. De vertaler is Jürgen Hillner. 
 Hillner had in 1968 De tranen der acacia's vertaald.
In 1975 verschenen vertalingen in het Pools en in het Hongaars; 1977 verscheen een Sloveense vertaling.

## Waardering
Ed Popelier vindt het een boeiend verhaal dat met zijn 'sterk surrealistische inslag' doet denken aan Kafka.